# جاك إليوت
جاك إليوت (بالإنجليزية: Jack Elliott)‏ (25 أغسطس 1995 بلندن في المملكة المتحدة - ) هو لاعب كرة قدم بريطاني في مركز الدفاع. لعب مع فيلادلفيا يونيون وبثلهام ستييل.

## وصلات خارجية
- جاك إليوت على موقع الدوري الأمريكي (الإنجليزية)
- جاك إليوت على موقع قاعدة بيانات كرة القدم.إي يو (الإنجليزية)
- جاك إليوت على موقع Soccerbase.com (لاعب) (الإنجليزية)
- جاك إليوت على موقع Soccerway.com (الإنجليزية)
- جاك إليوت على موقع عالم كرة القدم.نت (الإنجليزية)